# 大堀恵
大堀 恵（おおほり めぐみ、1983年〈昭和58年〉8月25日 - ）は、日本の歌手、タレント。千葉県山武郡大網白里町（現・大網白里市）出身。女性アイドルグループ・AKB48、SDN48の元メンバーである。元モデル。本名は金沢 恵 （かなざわ めぐみ）、旧芸名は松嶋 めぐみ（まつしま めぐみ）。

## 略歴
1983年（昭和58年）、千葉県山武郡大網白里町（現、大網白里市）に生まれ、東京都品川区に育つ。品川区で育つものの、千葉県立土気高等学校出身。
高校2年生の時（2000年頃）にティーンエイジャー向け雑誌『My Birthday』（実業之日本社、2006年休刊）の読者モデルとして芸能界入りし、グラビアアイドルとして活動していた。途中「松嶋めぐみ」という芸名で活動していた時期もある。
2005年にAKB48が活動を開始した際は、篠田麻里子と同様にAKB48劇場内カフェのスタッフとして勤務していた。AKB48ファースト写真集『密着!「AKB48」〜写真集 Vol.1 the・デビュー』（講談社）の最後のページに当時の写真が掲載されているほか、『AKB0じ59ふん!』（日本テレビ）においても、カフェスタッフ時代の大堀の姿が映ったVTRが流れていた。
2006年2月26日、『第二期AKB48追加メンバーオーディション』に合格。同年4月1日、AKB48劇場でのチームK初日公演において、公演デビュー。チームKのメンバーとして大島優子、梅田彩佳らと活動開始。
AKB48のメンバーとしての活動においては、選抜メンバーに選定される機会は少なく、メンバーを代表したメディア出演も少ない（例を挙げると、新曲のPR時は選抜メンバーが代表してメディア出演するので、機会が回ってこない）など、チャンスに恵まれた状況ではなかった。
2008年に入り、『AKB0じ59ふん!』でバッドボーイズの佐田正樹やメンバーに「ババア」呼ばわりされながらも、他のメンバーとは一味違うキャラクターとパフォーマンスで頭角を現すようになる。
同年6月13日、配信限定でリリースされた9thシングル「Baby! Baby! Baby!」で初めて選抜メンバーに選出された。
グラビアを中心（とくに雑誌『KING』（講談社）内の「妄撮」には何度か登場、ファースト写真集も同企画とのコラボレーション）としたソロ展開において、一気に活動の幅を拡げて存在感を強めた。
2008年10月15日、『AKB0じ59ふん!』内の企画として「大堀めしべ」名義の「甘い股関節」でソロデビューした。CDの売り上げ目標は1万枚に設定され、1か月で1万枚を達成しなかった場合はAKB48メンバーから大堀を強制卒業させることが同番組内で秋元康より発表された。同曲の発売イベントにおいては、握手会ならぬファンに抱きついて囁くというハグ会の実施が話題となった。
2008年11月15日に開催された最終イベント『大堀めしべ最後の聖戦!〜ハグはめしべを救う!〜』では、チームKのメンバーを中心に他のAKB48メンバーも参加して大堀をサポート。同イベント終了時点での売上結果は10,125枚で、メンバー残留が決定した。
2009年6月から7月にかけて実施された『AKB48 13thシングル選抜総選挙「神様に誓ってガチです」』では24位で、アンダーガールズ入りを果たした。
2009年8月1日より、佐藤由加理、野呂佳代、浦野一美とともに、SDN48としても活動を開始。
2009年8月23日に日本武道館で開催された『読売新聞創刊135周年記念コンサート AKB104選抜メンバー組閣祭り』の夜公演にて、2010年よりSDN48に完全異動することが発表された。
2010年2月21日の『チームK 5th Stage「逆上がり」』公演千秋楽をもってAKB48を卒業した。
2010年3月25日に横浜アリーナで開催された『AKB48 満席祭り希望 賛否両論』の夜公演においてホリプロへの所属事務所移籍を発表。
2010年3月27日、SDN48公演においてホリプロ芸能人女子フットサルチーム『XANADU loves NHC』に参加することを発表し、2010年4月3日に新宿区立新宿スポーツセンター大体育館で開催されたエンジェルリーグ 第4回大会で試合に初出場した。
2010年9月9日、SDN48のメジャーデビュー曲（ユニバーサルミュージックから2010年11月24日発売）参加メンバー12名の選抜企画を行っていたテレビ朝日の番組『すっぽんの女たち』で、結果発表が行われた。大堀は総合1位となり、センターポジションを勝ち取った。
2012年3月31日にNHKホールで行われた『SDN48 コンサート「NEXT ENCORE」 in NHKホール』をもってSDN48を卒業。
2012年12月8日に開催されたAKB48劇場7周年特別記念公演に出演し、脚本家・金沢達也と2013年に結婚することを発表し、2013年1月1日に婚姻届を提出。同年8月16日にハワイにて挙式。
2013年4月6日、「AKB48 32ndシングル選抜総選挙」に立候補したことを公式ブログで報告。
2014年6月17日、帝王切開により第1子女児を出産。2024年12月25日、第2子女児出産を報告。
2025年3月31日、所属していたホリプロ事務所を退所。

### 所属事務所遍歴
オスカープロモーション（大堀恵）→ARTIST☆WIN（松嶋めぐみ→大堀恵）→office48→AKS→AZ-ENTERTAINMENT→ホリプロ→フリー

## 人物
グループ在籍時のキャッチフレーズは、AKB48時代から使っている「夜の帝王」で、それ以前は実年齢よりも若く見られていたことからつけられた「スーパーロリフェイス」であった。
短期大学を卒業しており、家庭科の教員免許を所持している。
4人兄弟の長女である。
ブログを更新したことをTwitterで告知する際「受粉しました」という表現を用いていた。
温泉に行くことが好きで、2013年10月に温泉ソムリエの資格を取得した。よく訪れる温泉は草津温泉である。

## AKB48・SDN48在籍時の参加曲

### シングルCD選抜楽曲

#### AKB48名義
- 「制服が邪魔をする」に収録
  - Virgin love - 「チームK」名義
- 「夕陽を見ているか?」に収録
  - 夕陽を見ているか?（ひまわり2.1Mix）
- 「ロマンス、イラネ」に収録
  - ロマンス、イラネ（ひまわり 2nd 2.1Mix）
- Baby! Baby! Baby!
- 「大声ダイヤモンド」に収録
  - 大声ダイヤモンド (team K ver.)
- 「言い訳Maybe」に収録
  - 飛べないアゲハチョウ - 「アンダーガールズ」名義
- 「ラブラドール・レトリバー」に収録（AKB48卒業後に発売）
  - 今日までのメロディー

#### SDN48名義
- GAGAGA（センター）
  - 孤独なランナー
- 「愛、チュセヨ」に収録
  - 天国のドアは3回目のベルで開く - 「アンダーガールズA」名義
- MIN・MIN・MIN
  - Everyday、カチューシャ（SDN48 ver.）
- 口説きながら麻布十番 duet with みの もんた
- 負け惜しみコングラチュレーション
  - 終わらないアンコール

### アルバム選抜楽曲

#### AKB48名義
- 『SET LIST〜グレイテストソングス〜完全盤』に収録
  - あなたがいてくれたから
- 『ここにいたこと』に収録
  - ここにいたこと- 「AKB48+SKE48+SDN48+NMB48」名義
- 『次の足跡』に収録
  - 強さと弱さの間で

#### SDN48名義
- 『NEXT ENCORE』に収録
  - 1ガロンの汗

### 劇場公演ユニット曲
チームK 1st Stage「PARTYが始まるよ」公演
- キスはだめよ

 チームK 2nd Stage「青春ガールズ」公演
- Blue rose
- ふしだらな夏

 チームK 3rd Stage「脳内パラダイス」公演
- くるくるぱー
- MARIA ※
※梅田彩佳のユニットアンダー

 ひまわり組 1st Stage「僕の太陽」公演
- 向日葵
※篠田麻里子のスタンバイ

 ひまわり組 2nd Stage「夢を死なせるわけにいかない」公演
- Confession
※篠田麻里子のスタンバイ

 チームK 4th Stage「最終ベルが鳴る」公演
- おしべとめしべと夜の蝶々

 チームK 5th Stage「逆上がり」公演
- 愛の色

 THEATRE G-ROSSO「夢を死なせるわけにいかない」公演
- Confession
※篠田麻里子・米沢瑠美・小森美果のスタンバイ

 SDN48 1st Stage「誘惑のガーター」公演
- Black boy
- じゃじゃ馬レディー

## 作品

### シングル
| リリース日     | タイトル    | 最高 週間 順位 | 形式        | レコードNo: | 備考           |
| Vapレーベル    | Vapレーベル | Vapレーベル    | Vapレーベル | Vapレーベル | Vapレーベル    |
| -------------- | ----------- | -------------- | ----------- | ----------- | -------------- |
| 2008年10月15日 | 甘い股関節  | 27位           | 通常盤      | VPCC-82626  | 大堀めしべ名義 |

### 映像作品
| 発売日         | タイトル                         | 規格品番   | メーカー                 |
| -------------- | -------------------------------- | ---------- | ------------------------ |
| 2005年4月25日  | Dolls Style「Yummi! 松嶋めぐみ」 | SPDO-0001  | スタジオ・プラスエー     |
| 2005年12月21日 | コスプレ☆めーたん姫♪             | TREJ-0013  | ビーエムドットスリー     |
| 2009年12月16日 | あぶなゑ                         | PCXP-10021 | ポニーキャニオン         |
| 2012年4月7日   | みたかったのはこれかしら?        | ENFD-5382  | イーネット・フロンティア |

## 出演

### バラエティ
- LOVE★ハリケーンIII（TOKYO MX） - レギュラー
- メロjpでいこう!（2009年4月7日 - 2010年3月23日、日本海テレビ） - レギュラー
- 東京都さまぁ〜ZOO（2011年4月10日 - 2012年3月28日、テレビ東京） - 飼育員 / 大堀ダックス 役（レギュラー）[24]
- ギルガメッシュLIGHT（2012年1月13日 - 12月21日、BSジャパン） - MC[25]
- めざグラ（2012年10月 - 12月、エンタ!959） - レギュラー
- 磁石・大堀恵のヘヤヌード（2012年11月24日 - 2013年3月23日、NOTTV）
- ゴッドタン（2013年1月26日 - 、テレビ東京） - コーナーレギュラー
- ソーシャル@トーク #エンダン→#エンダン（2013年2月8日 - 5月31日、NOTTV） - 金曜マンスリーMC
- 大堀恵のLOVEクリニック（2013年9月1日 - 2014年3月23日、NOTTV) [26]
- 大堀商事小島事業部新人山根（2017年7月26日 - 2020年6月18日、アイドル専門チャンネルPigoo）
- 大堀商事小島事業部新人バイトゆう歩（2020年7月16日 - 2022年6月18日、アイドル専門チャンネルPigoo）
- 大堀商事山内事業部新人バイトゆう歩（仮）（2022年7月16日、アイドル専門チャンネルPigoo）
- 大堀商事 鈴蘭スマイル部 バイトリーダー遊歩（2022年8月17日 - 2022年12月17日、アイドル専門チャンネルPigoo）
- 大堀商事鈴蘭スマイル部新人音乃（2023年1月18日 - 2024年3月17日、アイドル専門チャンネルPigoo）

### テレビドラマ
- 仔犬のワルツ 第2話 - 5話（2004年4月 - 6月、日本テレビ） - 小林涼子 役
- 救命病棟24時 第3シリーズ（2005年1月 - 3月、フジテレビ）[要出典]
- 花より男子（2005年10月 - 12月、TBS） - 生徒 役[要出典]
- 特命係長 只野仁 4thシーズン 第38話（2009年2月26日、テレビ朝日） - 若菜の友人 役
- マジすか学園 最終話（2010年3月26日、テレビ東京） - 馬路須加女学園生徒 役
- 青山ワンセグ開発「地味女道」第1話（2010年11月6日、NHKワンセグ2）
- 月曜ゴールデン 刑事シュート しゅうと&ムコの事件日誌 第3話（2011年7月25日、TBS） - 藤森美緒 役
- 水曜ミステリー9 刑事吉永誠一 涙の事件簿 第8作「虹が消えた交差点」（2011年10月12日、テレビ東京）

### インターネットテレビ
- ちょい甘!ハチミツ学園（2010年10月 - 、ショウタイム） - レギュラー
- 瑠璃子の部屋（2011年10月24日、2012年4月10日、2013年6月12日、7月9日、ニコニコ動画）
- 「大堀恵(元SDN48)、佐藤すみれ(AKB48)と映画『口裂け女』をみる枠」ホラー生放送（2013年8月13日、ニコニコ動画）

### 映画
- カケラ（2010年4月3日、ピクチャーズデプト） - キサラギ 役 ※大堀めしべ名義
- 浅草堂酔夢譚（2011年9月、『浅草堂酔夢譚』制作委員会、プリンセス・テンコーピクチャーズ） - 四谷絵梨 役
- 口裂け女 リターンズ（2012年7月7日、ジョリー・ロジャー） - 主演・愛理 役[27]

### アニメ
- オトナの一休さん（2016年6月6日 - 13日 / 第1シリーズ；2016年10月5日 - 12月28日 / 第2シリーズ；2017年4月4日 - 6月27日、NHKEテレ） - 地獄太夫 役

### 舞台
- 東京アンテナコンテナ 5周年記念公演「上海J'TRIANGLE」（2010年7月14日 - 19日、俳優座劇場）
- 和田アキ子物語（2010年9月4日 - 14日、三越劇場） - 志穂 役
- 第6回劇団コム公演「ビリヤード・グリーン」（2011年2月11日 - 13日、新宿シアターモリエール）
- 東京アンテナコンテナ 緊急チャリティーライブ「Everyone for All〜みんなが、みんなのために〜」（2011年4月12日、博品館劇場）[28]
- さまぁ〜ずライブ8（2011年5月26日 - 29日、天王洲銀河劇場）
- ザ・デッド・エンド（2011年6月22日 - 26日、新宿シアターモリエール） - 月村美香 役
- DUMP SHOW!（2011年7月16日 - 31日、サンシャイン劇場 / 8月10日 - 14日、サンケイホールブリーゼ） - 瑠璃子 役
- 東京アンテナコンテナ 第11回本公演「未来という名の昨日を連れて」（2012年6月1日 - 10日、吉祥寺シアター） - ナナミ 役[28]
- FIRE HIP'S 第4回公演「ハートブレイクダンス!!」（2012年8月4日・5日、北沢タウンホール） - 上原荘子 役
- 朗読劇「星と光の旅」（2021年7月3日・4日、R’sアートコート） - 主演・星 役[29]

### ラジオ
- AKB48の全力で聴かなきゃダメじゃん!! （2007年10月3日 - 2008年11月26日、スターデジオ）
- AKB48 明日までもうちょっと。（2007年10月15日 - 2012年3月26日・不定期出演、文化放送）
- ミュ〜コミ+プラス（2011年12月13日・2012年2月21日・2013年4月17日、ニッポン放送）
- ゴチャ・まぜっ!水曜日（2011年12月21日・2012年3月28日、MBSラジオ）
- まだまだゴチャ・まぜっ!〜集まれヤンヤン〜（2012年4月21日 - 2013年4月13日、MBSラジオ） - レギュラー
- 高田文夫のラジオビバリー昼ズ（2012年9月25日・2013年7月2日、ニッポン放送）
- 30さいじらじお　俺たちは○○じゃねえ！（2013年4月28日・11月24日、ラジオNIKKEI第1）
- ゴチャ・まぜっ!火曜日（2013年4月30日・6月18日・25日・7月23日・30日、MBSラジオ）
- 大堀恵のハッピータイム（2015年10月3日 - 2016年3月 、ニッポン放送）

### ミュージック・ビデオ
- 偶然の十字路（2011年2月16日、AKB48アンダーガールズ） - 映画ポスターの主演女優 役
- 旅の途中（2016年3月30日、SKE48 宮澤佐江と仲間たち）

### CM
- ライオン Ban（足モデル）
- 講談社 with（足モデル）
- 東京ディズニーシー
- アコム「大切な人たちの目篇」（2008年）
- ユーキャン フミダスムービー「キラキラ」（2010年） - キャバ嬢 役

### ゲーム
- アサルトガンナーズ（2012年6月28日、マーベラスAQL、PlayStation Vita用ソフト） - DLC・ナビゲーター[30]

### モデル
- My Birthday（実業之日本社、専属モデル、2年半）
- TOKYO★1週間（講談社）
- ピコラ
- 丸井 Jassie（Webモデル）
- 丸井 Ji-maxx（Webモデル）

### イベント
- サマーパーティー ホリプロ50周年記念!!及びBS-TBS開局10周年記念アイドル50人大集合!!（2010年8月24日、赤坂BLITZ）
- ヤマダ電機家電フェア2010&大処分蚤の市in札幌ドーム（2010年8月29日、札幌ドーム）
- AKB48 19thシングル選抜じゃんけん大会（2010年9月21日、日本武道館）

### その他
- PlayStation Vita専用ソフト「アサルトガンナーズ」イメージキャラクター（2012年6月、マーベラスAQL）
- 遊星からの物体X ファーストコンタクト ブルーレイ＆DVD応援団長（2013年1月）

## 書籍

### 写真集
- Dolls Style the Books「Yummi! 松嶋めぐみ」（2005年11月30日、デジタル写真集、Dolls Style the Books）
- 大堀恵×妄撮 甘い股関節（2008年11月13日、講談社、撮影：Tommy） - ISBN 978-4063077629。

### 雑誌連載
- KING 2008年7月号・8月号（2008年6月13日・7月12日、講談社）
- 月刊ラジオライフ（三才ブックス） - 「SDN48大堀恵のノーフューチャーという未来」を連載。

### ムック本
- ちび妄撮Volume 1（2009年7月29日、講談社、撮影：Tommy、講談社MOOK） - ISBN 978-4063793604。

### エッセイ
- 最下層アイドル〜あきらめなければ明日はある!〜（2009年8月25日、WAVE出版） - ISBN 978-4872904345。